# Filep Karma
Filep Jacob Semuel Karma, född 14 augusti 1959 i Jayapura, dåvarande Nederländska Nya Guinea, död 1 november 2022 i Jayapura, Irian Jaya, var en papuansk politisk aktivist som kämpade för självständighet för Västpapua.
Han har bl.a fängslats för att han höjt Västra Papuas flagga i Jayapura.